# Ékcsont

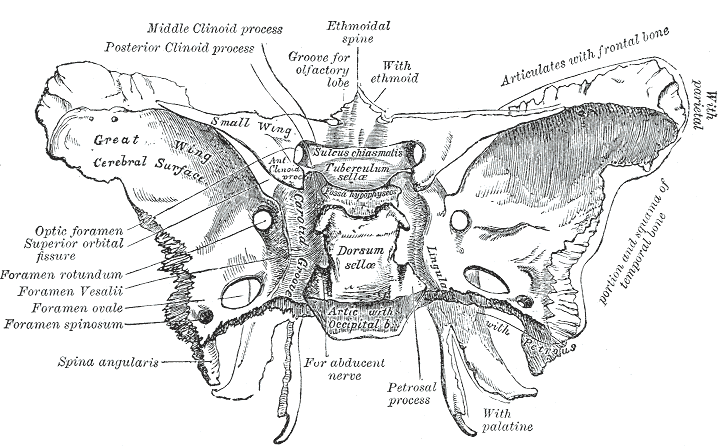
Emberi ékcsont hátulnézetből

Az ékcsont (Os sphenoidale) repülő denevérre vagy rovarra emlékeztető csont, amely a koponyaalap központi részét képezi; innen ered a neve is (közbeékelt). Az agykoponya részét alkotja és elülső felszínei és lefelé irányuló nyúlványai révén az arckoponyának is  alkotórésze. 

## Részei
- a páratlan test (corpus)
- a páros kis szárnyak (ala minor)
- nagy szárnyak (ala major)
- röpnyúlványok (processus pterygoideus)

A corpus ossis sphenoidalis kocka alakú, elülső részében nagyobb üreget (sinus sphenoidalis) magában foglaló, többi részében szivacsos csontrész.

## Felszínek
Hat felszínét különböztetjük meg. 
- Elülső   felszíne  az orrüreg felső része felé néz, és annak felfelé és hátrafelé zárt szögleténe   hátsó falát alkotja. Vékony csontlemezek képezik, amelyeket középen függőleges léc választ el a csontos orrsövénnyel való összeilleszkedésre. A léctől kétoldalt a sinus sphenoidalis egy-egy változó tágasságú nyílással (apertura sinus sphenoidalis) közlekedik az orrüreggel. A sinus sphneoidalist rendszerint  sagittalis sövény választja  két részre.
- Alsó felszíne vízszintes, és a csontos orrüregnek   a garatba vezető   kijáratát (choana) felülről határolja. Oldalsó részétől száll le a két röpnyúlvány, közepéhez az orrsövény alsó  hátsó részét alkotó ekecsont (vomer) illeszkedik.
- Hátsó felszíne   a nyakszirtcsont pars basilarisával   összenőtt.
- Oldalsó felszínei elülső alsó részéből indulnak el a   nagy  szárnyak, ezért rejtettek. Hátsó részén mély,   függőlegesen futó barázda (sulcus caroticus) a pyramis csúcsával zárja közre a carotis csatorna koponyaüregbe való belépését.
- Felső felszíne a legbonyolultabb. Elülső része a rostacsont lamina cribrosájával alkotott varrat mögött vízszintes felszínt képez, amely oldalfelé  átmegy     kis  szárny felső felszínébe. Emögött harántbarázda halad (sulcus chiasmatis), amely fölött közvetlenül a látóidegek kereszteződése fekszik. A barázda hátsó szélét középen lépcsőfokszerű kiugrás határolja, a tuberculum sellae. Ezzel kezdődik   a töröknyereg (sella turcica). Ez   a tuberculum sellae mögött elhelyezkedő két oldalra nyílt gödör (fossa hypophysialis), amelyet hátulról a dorsum sellae, a clivusból ferdén felfelé nyúló csontlemez határol. A dorsum sellae két széle felfelé két kis gumóban (processus clinoideus posterior) végződik, amelyek onnan kapták a nevüket, hogy a kis szárny hátrafelé kiugró processus clinoideus anteriorjaival a sella mélyedését mint régi típusú ágy négy oszlopa határolják.